# Gmina Rokitno
Die Gmina Rokitno ist eine Landgemeinde im Powiat Bialski der Woiwodschaft Lublin in Polen. Ihr Sitz ist das gleichnamige Dorf.

## Gliederung
Zur Landgemeinde Rokitno gehören folgende 17 Ortschaften mit einem Schulzenamt:
Cieleśnica
Cieleśnica PGR
Derło
Hołodnica
Klonownica Duża
Kołczyn
Kołczyn (kolonia)
Lipnica
Michałki
Michałki (kolonia)
Olszyn
Pokinianka
Pratulin
Rokitno
Rokitno (kolonia)
Zaczopki
Zaczopki (kolonia)